# 大原門部
大原 門部（おおはら の かどべ）は、奈良時代の皇族・貴族・歌人。もと門部王を称し、臣籍降下後の氏姓は大原真人。敏達天皇の後裔、筑紫大宰帥・河内王の子。官位は従四位上・大蔵卿。

## 経歴
和銅3年（710年）無位から従五位下に直叙される。
霊亀3年（717年）従五位上、養老5年（721年）正五位下、神亀元年（724年）正五位上、神亀5年（728年）従四位下と、元正朝から聖武朝初頭にかけて順調に昇進する。一方で、伊勢国司在任中の養老3年（719年）に按察使が設置されると、伊賀・志摩両国を管轄、養老年間から神亀年間ごろに出雲守を務めるなど地方官を歴任した。神亀年間から天平年間初頭にかけては、兄弟の桜井王始め侍従として聖武天皇に仕えた10余人と共に「風流侍従」と称された。天平6年（734年）朱雀門前で歌垣が開催された際には、長田王・栗栖王・野中王らと共に頭を務めている。
聖武朝後半は右京大夫・大蔵卿と京官を歴任し、天平14年（742年）従四位上に至る。この間の天平11年（739年）には兄弟の高安王・桜井王と共に大原真人姓を賜与され臣籍降下している。
天平17年（745年）4月23日卒去。最終官位は大蔵卿従四位上。

## 人物
万葉歌人として、伊勢守の任期を終えて帰京した際に詠んだ1首と、出雲守在任時の2首の合わせて3首が『万葉集』に採録されている。

## 官歴
注記のないものは『続日本紀』による。
- 和銅3年（710年） 正月7日：従五位下（直叙）
- 霊亀3年（717年） 正月4日：従五位上
- 時期不詳：伊勢国守
- 養老3年（719年） 7月13日：伊賀志摩按察使
- 養老5年（721年） 正月5日：正五位下
- 時期不詳：出雲守[5]
- 神亀元年（724年） 2月22日：正五位上
- 神亀5年（728年） 5月21日：従四位下
- 天平9年（737年） 12月23日：右京大夫
- 天平11年（739年） 4月3日：大原真人姓を賜与され臣籍降下
- 天平14年（742年） 4月24日：従四位上
- 時期不詳[7]：大蔵卿

## 系譜
- 父：河内王[8]
- 母：不詳
- 妻：不詳